# テレポート525
『テレポート525』（テレポートごうにいご）は、福島テレビ（FTV）で、1996年7月1日から1998年3月27日まで放送された福島県向け夕方の情報番組である。

## 番組概要
この番組は、平日午後6時から生放送されていたローカルワイドニュース番組『FTVテレポート』を活かし、派生する形で始まり、『FTVテレポート』と同じスタジオ（情報センター棟）から放送された。ただし、当時のスタジオは、報道フロアとの間に仕切りが設けられていなかったため、『テレポート525』放送時には、仕切りが設置されていた。
その後、ローカルワイド情報番組の体制は『テレポート』・『Lばんテレポート』でも受け継がれる。
放送時間帯は月曜日 - 金曜日 17:25 - 18:00（1997年3月31日からは、全国ニュース（『FNNニュース555 ザ・ヒューマン』）が繰上げ開始になったため17:55まで）。

## 主なコーナー
- 支社リレーホット情報
- あすのお天気
  - 16ポイント天気
- うらない
- あすの一品

## 総合司会（メインキャスター）
- 金井淳郎・浜中順子（月 - 木）
- 原國雄・原田幸子（金）